# NGC 2828
NGC 2828 je galaksija u zviježđu Risu.

## Vanjske poveznice
- SEDS: NGC 2828